# Екрем Баша
Екрем Баша (мкд. Еќрем Баша; Дебар, 15. новембар 1948) је албански и југословенски писац, песник и сценариста албанске националности.

## Биографија
По завршетку средње школе студирао је албански језик и књижевност на Универзитету у Приштини од 1967. до 1971. године. Током студија објавио је своје прве приче и песме. Писао је и критике играних филмова. Године 1972. почиње да ради у листу Rilindja (Регенерација). Две године касније прелази на ТВ Приштина, где је био задужен за културне програме. Водио је и културну рубрику недељника „Koha“.
Више пута је путовао у Француску, радећи на преводима француских драма на албански. 5. јула 1990. године је отпуштен са посла на телевизији. Четири године касније, заједно са Ганијем Бобијем, Реџепом Исмајлијем и Шкелзеном Малићијем, основао је издавачку кућу Dukagjini (Дукађини) у [[Пећ|Пећи] . Постао је одговорни уредник ове издавачке куће. Учествовао је на међународним фестивалима поезије (укључујући и у Варшави).
Поред поезије, писао је кратке приче, романе и филмске и телевизијске сценарије. Преводио је са француског (Малро, Сартр), италијанског (Ђузепе Унгарети) и са словенских језика (Давид Албахари). Године 2001. изабран је за члана Косовске академије наука и уметности. Тренутно тамо ради као секретар Одељења за језик и књижевност.
Гидине 2017. добио је Награду Азем Шкрели, коју додељује премијер косовске владе уметницима и научницима за животна дела.

### Књиге поезије
- Opuses e maestros, 1971.
- Stacionet e fisnikëve, 1972.
- Polip – Ptikon, 1974.
- Yjedet, 1977.
- Atleti i ëndrrave të bardha, 1982.
- Udha qumështore, 1986.
- Brymë në zemër, 1989.
- Poezi, 1990.
- Zogu i zi, 1995.
- Meny ballkanike : poezi të zgjedhura, 2006.

### Проза
- Shëtitje nëpër mjegull, 1971.
- Mëngjesi i një pasditeje, 1978.
- Marshi i kërmillit, 1994.
- Dyert e heshtjes, 2001.
- Alpinisti, 2004.
- Varrë, 2012.
- Hije në grila : tregime, 2020.